# Simfonia núm. 6 (Sibelius)
La Simfonia núm. 6 en re menor, op. 104, va ser una obra de llarga gestació començada per Jean Sibelius el 1918 i completada el 1923. Va ser estrenada per l'⁣Orquestra Filharmònica de Hèlsinki, dirigida pel compositor, el 19 de febrer de 1923 a Hèlsinki. Els mesos següents va tenir altres actuacions sota la seva direcció. Té una durada d'uns 28 minuts.
Encara que la partitura no conté una atribució de la clau, la simfonia se sol descriure com en re menor; bona part és de fet en el mode dòric. Una actuació típica dura uns 25 minuts. El compositor va anomenar l'obra com "l’aigua de font més pura" en oposició a molts "còctels" contemporanis, una referència als gestos modernistes de la música de postguerra.

## Origen i context
Les tres últimes simfonies de Sibelius abandonen el desenvolupament tradicional i són més una qüestió d'impulsos emocionals estructurats; en paraules d'una entrada del diari de 1912, «Tinc la intenció de deixar que els pensaments musicals i el seu desenvolupament determinin la seva pròpia forma a la meva ànima». En una entrevista a l'Svenska Dagbladet després d'una interpretació de la Sisena a Estocolm el març de 1923 va dir: «No penso en una simfonia només com a música en aquest o aquell nombre de compassos, sinó com una expressió d'un credo espiritual, una fase de la vida interior». Tot i que la simfonia no es va acabar fins a l'any 1923, les idees musicals que s'hi incorporen es van anar desenvolupant en els seus quaderns a partir de 1914, alhora que també treballava en la seva Cinquena Simfonia; el 1918 prengué una forma més definida, quan també estava treballant en la Setena.
En una fase inicial, Sibelius va contemplar la possibilitat de transformar els esborranys en un segon concert per a violí ('Concerto lirico'). En un conjunt d'esbossos de la Sisena Simfonia de 1919, el compositor estava explorant idees dels moviments inicials en el context d'un poema simfònic planejat, probablement anomenat Kuutar (La Deessa de la Lluna), basat en un tema de l'èpica nacional finlandesa, el Kalevala. En aquest context, un tema del primer moviment s'havia anomenat Hivern i un altre, del final, L'esperit de l'arbre de pi.
El setembre de 1922, Sibelius va poder començar a treballar concentrat en la simfonia, i aquesta ocupà la seva atenció fins al gener de 1923, moment que va apuntar la finalització definitiva dels tres primers moviments al seu diari.
No hi ha cap dedicatòria a la partitura, però es diu que Sibelius va dedicar l'obra a Wilhelm Stenhammar. No obstant això, la dedicatòria va ser perduda per l'editor.

## Instrumentació
L'obra està escrita per a 2 flautes, 2 oboès, 2 clarinets, clarinet baix, 2 fagots, 4 trompes, 3 trompetes, 3 trombons, arpa, timbales i cordes.
La instrumentació que Sibelius demana és modesta. Inclou una arpa, per primer cop en les seves simfonies des de la primera.

## Estructura
La simfonia té quatre moviments:
1. Allegro molto moderato (en mode dòric en re)
La Simfonia núm. 6 arrenca en mode dòric, conferint-li un caràcter antic i sever. De fet, tota l’obra manté una atmosfera de serenitat i distància, gairebé com si respirés un aire d’abstracció espiritual. El primer moviment planteja una forma sonata poc convencional, on el material temàtic sorgeix de la figura inicial, de línia descendent.
2. Allegretto moderato (en mode dòric en sol)

El segon moviment és un intermezzo lleugeríssim, construït sobre dos temes contrastants.
3. Poco vivace (en mode dòric en re)

El tercer, tot i que no porta aquest títol, és un scherzo fantasiós —sense trio.
4. Allegro molto (en mode dòric en re — acaba en mode eòlic en re)

Tant l'scherzo com el finale semblen escrits en forma de rondó, però aquesta aparença és enganyosa en tots dos casos, i encara hi ha erudits que debaten quina és la classificació formal més adequada per a aquests moviments. La fredor de la simfonia s’esvaeix una mica en el moviment final, més enèrgic, però el final està impregnat de noblesa.

## Recepció
Després de l'estrena, la simfonia va ser descrita a la premsa com "un poema en el marc d'una simfonia". El mateix Sibelius va comentar una vegada que "sempre em recorda l'olor de la primera neu". Pel que fa al misticisme natural present a les obres del període final de Sibelius, un comentarista descobreix que el final suggereix "una mena d'arquetip elemental: un cicle natural que s'eleva a un cim... després declina cap a l'extinció, de la manera, potser, d'un dia, d'una estació, d'un any o de la vida d'una persona".
Per les seves qualitats tranquil·les i la incertesa de l'atribució d'una clau, la Sisena ha estat descrita com "la Ventafocs de les set simfonies". Però com la germana pobra, les seves qualitats modestes creixen en l'oient. Com ho van fer, per exemple, per Benjamin Britten, convertint-lo d'una fixació pels compositors d'avantguarda que el van influir quan era més jove. També s'ha afirmat que una de les influències en la simfonia va ser Giovanni Pierluigi da Palestrina, la música del qual el jove Sibelius havia estudiat.
El primer enregistrament comercial de la Sisena Simfonia va ser realitzat per Georg Schnéevoigt amb l'Orquestra Nacional de Finlàndia el 8 de juny de 1934 per a la Societat Sibelius de HMV.
Ralph Wood la considera la seva obra més gran i en destaca «una exhibició enlluernadora d’una tècnica tan personal i segura que els seus assoliments queden amagats per la seva mestria i la seva fusió total amb el contingut». Simon Parmet, per la seva banda, la descriu com «la fillastra entre les simfonies, negligida per molts però estimada per aquells que s’han sentit atrets per la seva bellesa nua i senzilla».